# 國光鉄太郎
國光 鉄太郎（くにひかり てつたろう、1910年1月10日 - 1985年8月22日）は、楯山部屋、伊勢ヶ濱部屋に所属した元大相撲力士。13代濱風、8代谷川、6代君ヶ濱。本名は奥山 鐵太郎。現在の秋田県由利本荘市出身。171cm、84kg。最高位は東十両2枚目。

## 来歴
現在の由利本荘市の玉ノ池「光風園」で相撲を取っていたが、同郷の清瀬川敬之助（のち5代伊勢ヶ濱）にスカウトされ、その内弟子として、楯山部屋に入門し、1929年3月初土俵を踏んだ。四股名は師匠の8代楯山の元の四股名の国ノ音の国と、光風園の光から。故郷の有力者、須藤善一郎が命名した。1935年1月十両昇進、十両を通算で10場所務め、1941年1月引退し、13代濱風を襲名、主に師匠伊勢ヶ濱の秘書役を務めた。その後、8代谷川、6代君ヶ濱となり、1962年9月廃業。晩年は仲の良かった元大関・常陸岩英太郎の遺族を頼り、柏市に住んだ。

## 成績
十両10場所53勝74敗1休
通算17場所94勝88敗1休
三段目優勝1回、序ノ口優勝1回

## 改名
國光→国光→國光→国光